# شيوعية دينية
الشيوعية الدينية هي شكل من أشكال الشيوعية التي تتضمن مبادئ دينية. استخدم الباحثون هذا المصطلح لوصف مجموعة متنوعة من الحركات الاجتماعية أو الدينية عبر التاريخ التي فضلت الملكية الجماعية للملكية.
وقد حددت T.M. Browning «الشيوعية الدينية» كشكل من أشكال الشيوعية التي "تنبع مباشرة من المبادئ الأصلية للدين"، ووصف هانس ج. هيلربراند «الشيوعية الدينية» على أنها حركات دينية دعت "الملكية الجماعية للسلع وما يصاحبها كما ميزت براوننج وهيليربراند «الشيوعية الدينية» من الاشتراكية "السياسية" و "الاقتصادية". بالإضافة إلى ذلك، قام هيلربراند بمقارنة «الشيوعية الدينية» بالماركسية، وهي إيديولوجية تدعو بحسب هيليبراند إلى القضاء على الدين. وقد لاحظ دونالد درو إجبرت وستو أن "الشيوعية الدينية تميل إلى التسلِّم المسبق للشيوعي". ومع ذلك، اقترح علماء آخرون أن الشيوعية تضمنت دومًا أيديولوجية دينية ولقد جادل مارسين كولا، على سبيل المثال، بأن الشيوعية "لم تكن أبدا خالية من العناصر شبه الدينية."
استخدم مصطلح «الشيوعية الدينية» لوصف مجموعة متنوعة من الحركات الاجتماعية أو الدينية عبر التاريخ. على سبيل المثال، وصفت «جماعة المسيحيين الأوائل في القدس» بأنها جماعة تمارس «الشيوعية الدينية». كما تمت الإشارة إلى تعاليم مازداك، وهي مصلح فارسي اشتراكي ديني اشتراكي، بأنها «شيوعية» مبكرة. وفقا لبن فوكيس وبولنت غوكاي، ذكر البلاشفة ميخائيل سكاتشكو في مؤتمر شعوب الشرق أن «الدين الإسلامي متجذّر في مبادئ الشيوعية الدينية، والتي لا يجوز أن يكون أي رجل عبدا لآخر، وليس قطعة واحدة الأرض قد تكون مملوكة للقطاع الخاص».
استخدم بعض العلماء مصطلح «الشيوعية الدينية» لوصف عدد من الحركات البروتستانتية التي تعود إلى القرن السابع عشر والتي "تتنكر للملكية الشخصية". على سبيل المثال، وصف بهاباجراي ميسرا وجيمس بريستون "الشيوعية الدينية للشيعة" بأنها "مجتمع يتم فيه جمع كل السلع المشتركة". وصف لاري أرنهارت "الشيوعية الدينية في مجتمع أونيدا" بأنه نظام " في الواقع، كتب ألبرت فرايد أن "الشيوعية الدينية الأمريكية وصلت إلى ذروتها" في خمسينات القرن التاسع عشر "مع صعود مجتمع أونيدا".
استخدم علماء آخرون هذا المصطلح لوصف الحركة الاجتماعية الشيوعية التي تطورت في باريس في أربعينيات القرن التاسع عشر، والتي نظمها «العاملون المولودون في الخارج، والذين يتحدثون الألمانية في المقام الأول، والذين كانوا قد استقروا هناك.» وفي أوائل العشرين قبل ظهور البلشفية في روسيا، دعا بعض المفكرين إلى تطبيق شكل من أشكال الشيوعية التي أدرجت الأيديولوجية المسيحية «كبديل للماركسية». بالإضافة إلى ذلك، في أواخر القرن العشرين، نظم بعض علماء اللاهوت الكاثوليكي أيضًا مجموعات لخلق «حوار» بين الكنيسة الكاثوليكية والحزب الشيوعي في إيطاليا.